# Polana Krowiarki

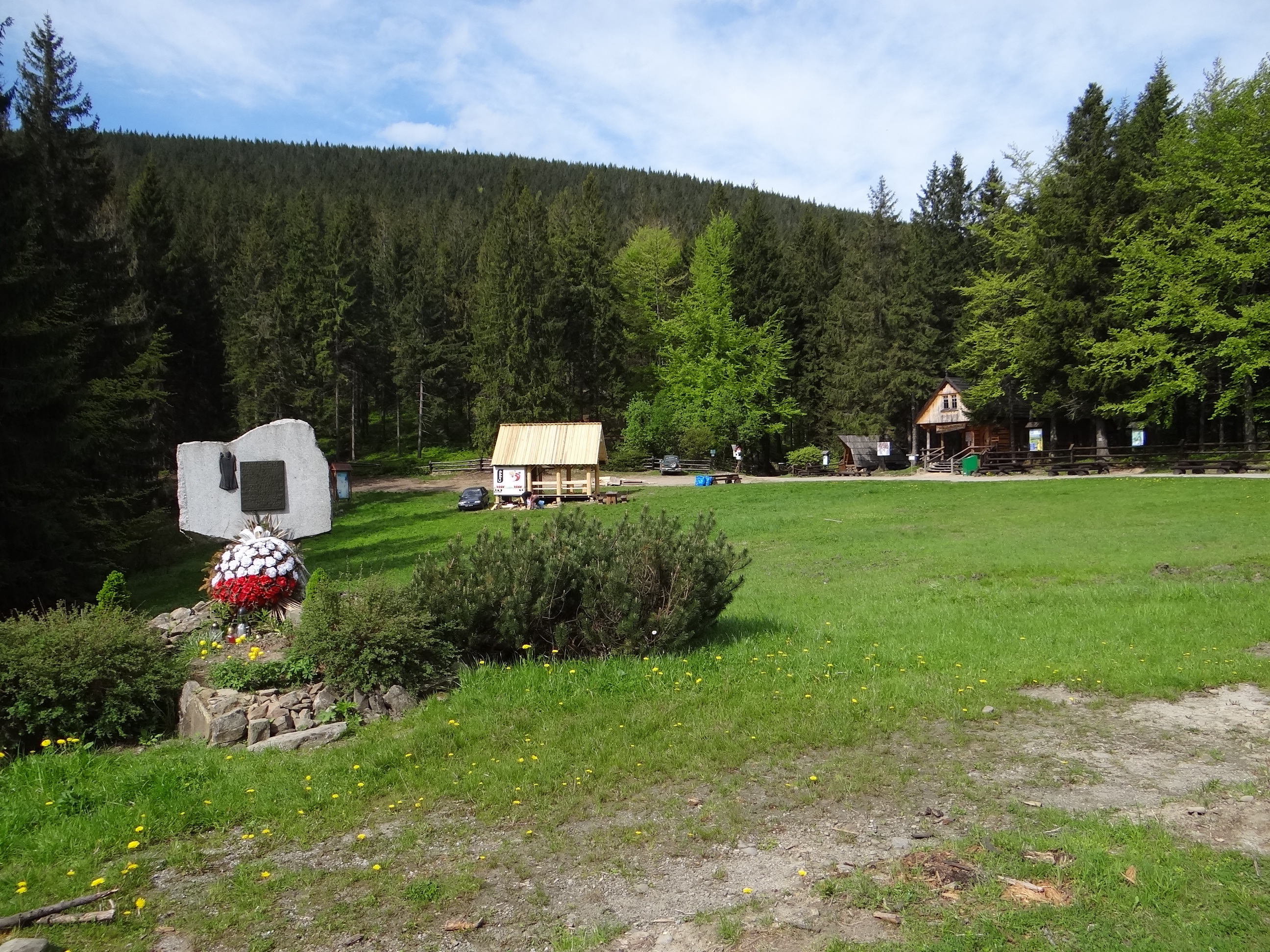
Polana

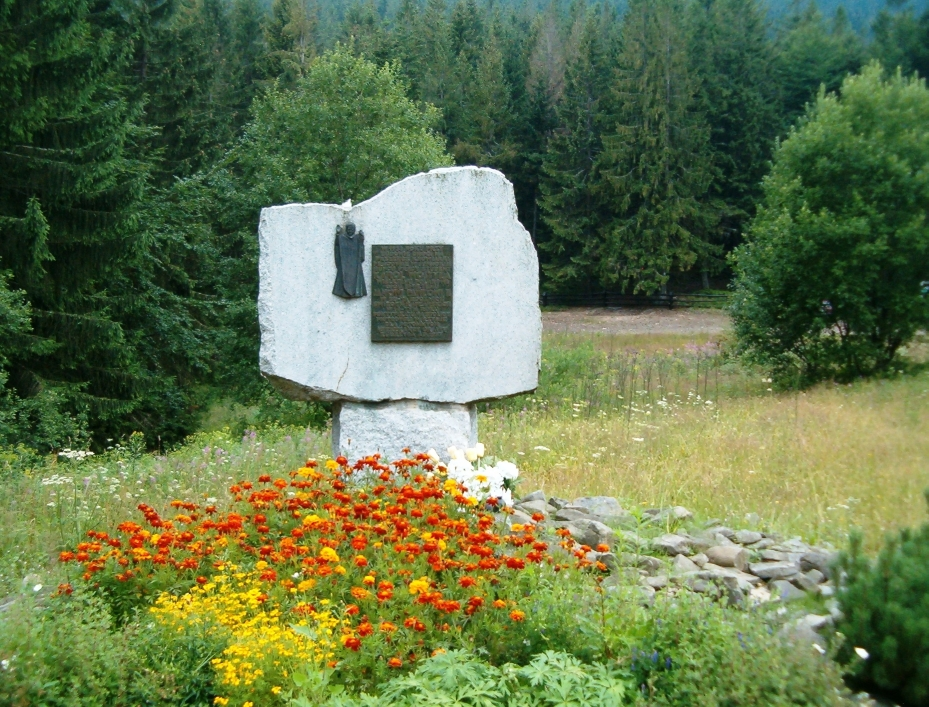
Pomnik Jana Pawła II na Krowiarkach

Krowiarki – polana na przełęczy Krowiarki w Paśmie Babiogórskim, które jest częścią Beskidu Żywiecko-Orawskiego261-262. Jeszcze w XIX wieku wypasano na niej krowy, a pilnujące je kobiety nazywano krowiarkami, stąd pochodzi nazwa polany i przełęczy. Jeszcze dawniej jednak przełęcz Krowiarki nazywana była Lipnickim Siodłem lub Przełęczą Lipnicką.
Polana Krowiarki znajduje się po południowej stronie przełęczy, na wysokości około 1005–1010 m n.p.m. W początkach babiogórskiej turystyki była popularnym miejscem biwakowania, w pobliżu jest bowiem dobre źródło wody (polana Krowiarki znajduje się w zlewisku Morza Czarnego). Po II wojnie światowej znajdowało się na niej pole namiotowe, obecnie biwakowanie jest zabronione. Polana znajduje się w otulinie Babiogórskiego Parku Narodowego i większość jej powierzchni w chwili obecnej zajmuje parking oraz nieukończone prywatne schronisko górskie. Na polanie znajduje się punkt pobierania opłat za wstęp na szlaki turystyczne, punkt informacji turystycznej i sprzedaży wydawnictw turystycznych, bufet, toalety oraz tablice informacyjne ścieżek edukacyjnych. Na północno-wschodnim skraju polany znajduje się symboliczny grób prof. Zenona Klemensiewicza poległego w katastrofie lotniczej pod szczytem Policy. Na polanie stoi kamienny pomnik upamiętniający Karola Wojtyłę, który w 1938 roku jako student pracował przy budowie drogi na Przełęcz Lipnicką. Na wschodnim skraju polany, po drugiej stronie drogi znajduje się drewniana tablica upamiętniająca ostatnią górską wędrówkę Karola Wojtyły, którą odbył 9 września 1978 roku, zanim został papieżem.
Polana znajduje się w granicach wsi Zubrzyca Górna w województwie małopolskim, w powiecie nowotarskim, w gminie Jabłonka.

## Szlaki turystyczne
Polana jest węzłem szlaków turystycznych i miejscem, z którego turyści najczęściej wychodzą na Babią Górę.
 drogą Górny Płaj na Markowe Szczawiny (do schroniska PTTK na Markowych Szczawinach)
 do Zawoi – Policzne
 Główny Szlak Beskidzki – na szczyt Babiej Góry
 przez Kiczorka (Cyl Hali Śmietanowej) na Policę
 do Zubrzycy Górnej
 Szlak Papieski – koniec szlaku ze Skawicy przez Policę i Cyl Hali Śmietanowej – trasy ostatniej wycieczki górskiej Karola Wojtyły przed wyborem na papieża.